# 金钱豹属
金钱豹属（学名：Campanumoea）是桔梗科下的一个属，为直立或缠绕草本植物。该属共有约8种，分布于东亚。
现为党参属（Codonopsis Wall.）的异名。
属名Campanumoea源于希腊语kampana（钟状）和maia（乳母）的合成词，指花朵钟状，且植物体有乳汁。

## 物种
本属包括以下物种：
- 藏南金钱豹 Campanumoea inflata
- 金钱豹 Campanumoea javanica